# Маринко Матошевић
Маринко Матошевић (енгл. Marinko Matosevic; Јајце, 8. август 1985) је бивши аустралијски тенисер. Док је још био дете, са својим родитељима је емигрирао у Аустралију, где и данас живи. Тенис је почео да тренира са 13 година на Академији у Мелбурну. Укупно је освојио четири челенџера и пет фјучерса. 2012. је добио награду за играча који је највише напредовао на АТП листи (Most Improved Player of the Year).
Најбољи пласман на АТП листи остварио је у фебруару 2013. када је био 39. тенисер света. 
Одлуку о повлачењу из тениса саопштио је крајем 2018, а последњи меч одиграо у фебруару исте године на челенџеру у Индијан Велсу.

## АТП финала

### Појединачно: 1 (0–1)
| Легенда                        |
| ------------------------------ |
| Гренд слем турнири (0–0)       |
| Завршно првенство сезоне (0–0) |
| АТП мастерс 1000 (0–0)         |
| АТП 500 (0–0)                  |
| АТП 250 (0–1)                  |

| Финала по подлози |
| ----------------- |
| Тврда (0–1)       |
| Шљака (0–0)       |
| Трава (0–0)       |

| Финала по локацији |
| ------------------ |
| Отворено (0–1)     |
| Дворана (0–0)      |

| Исход     | Бр. | Датум         | Турнир          | Подлога | Противник      | Резултат      |
| --------- | --- | ------------- | --------------- | ------- | -------------- | ------------- |
| Финалиста | 1.  | 4. март 2012. | Делреј Бич, САД | Тврда   | Кевин Андерсон | 4–6, 6–7(2–7) |

### Парови: 1 (0–1)
| Легенда                        |
| ------------------------------ |
| Гренд слем турнири (0–0)       |
| Завршно првенство сезоне (0–0) |
| АТП мастерс 1000 (0–0)         |
| АТП 500 (0–0)                  |
| АТП 250 (0–1)                  |

| Финала по подлози |
| ----------------- |
| Тврда (0–1)       |
| Шљака (0–0)       |
| Трава (0–0)       |

| Финала по локацији |
| ------------------ |
| Отворено (0–0)     |
| Дворана (0–1)      |

| Исход     | Бр. | Датум             | Турнир        | Подлога   | Партнер      | Противници               | Резултат              |
| --------- | --- | ----------------- | ------------- | --------- | ------------ | ------------------------ | --------------------- |
| Финалиста | 1.  | 17. фебруар 2013. | Сан Хозе, САД | Тврда (д) | Лејтон Хјуит | Гзавје Малис Франк Мозер | 0–6, 7–6(7–5), [4–10] |